# Université autonome de San Luis Potosí
 (mars 2019).
Si vous disposez d'ouvrages ou d'articles de référence ou si vous connaissez des sites web de qualité traitant du thème abordé ici, merci de compléter l'article en donnant les références utiles à sa vérifiabilité et en les liant à la section « Notes et références ».
L'université autonome de San Luis Potosí (UASLP) est la plus grande université de l'État de San Luis Potosí (Mexique) et la première université autonome au mexicaine (1923). L'UASLP a été instituée le 1er août 1859. 
L'université est reconnue comme l'une des meilleures institutions d'enseignement supérieur du pays. En 2009, elle obtient pour la cinquième occasion le prix à l'excellence[Quoi ?]. 